# Neuvorpommersch-Rügenscher Verein zur Rettung Schiffbrüchiger

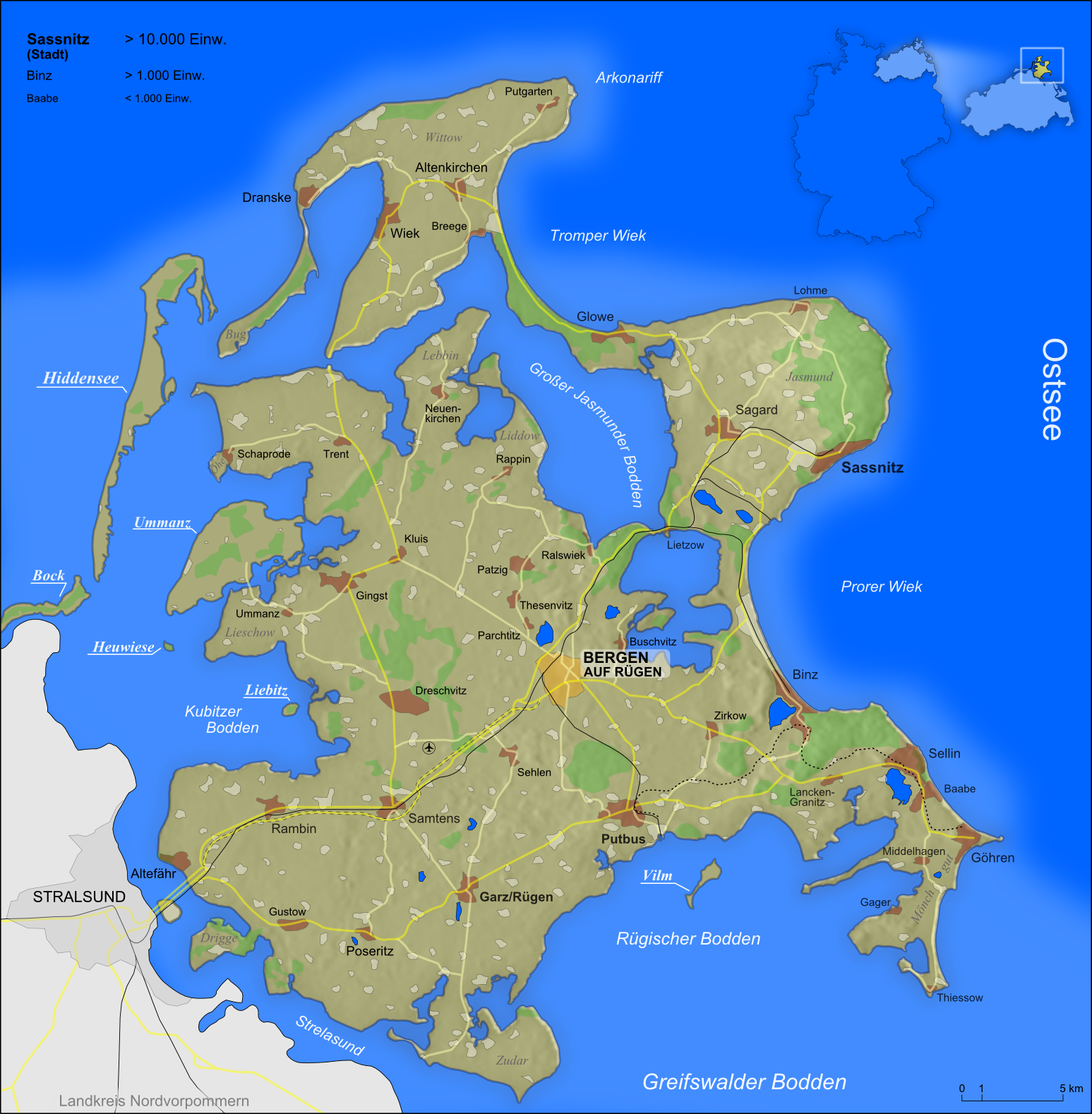
Die Insel Rügen

Der Neuvorpommersch-Rügensche Verein zur Rettung Schiffbrüchiger war ein Verein zur Seenotrettung an der Ostsee rund um die Insel Rügen. Zum Zeitpunkt der Gründung (Mai 1865) der Deutschen Gesellschaft zur Rettung Schiffbrüchiger (DGzRS) existierte der Verein noch nicht, denn er wurde Ende 1865/Anfang 1866  in Stralsund gegründet. Nach anfänglichem Zögern schloss sich der Verein 1868 der DGzRS an und wurde zum Bezirksverein der Gesellschaft.

## Geschichte
Nach dem Wiener Kongress 1815 gelangte Schwedisch-Pommern als Neuvorpommern zu Preußen, wodurch sich das Staatsgebiet nach Nordwesten erweiterte. Neuvorpommern umfasste das Gebiet nördlich der Peene und westlich des Peenestroms bis zum Fischland mit der Grenze zu Mecklenburg  und beinhaltete die Inseln Rügen und Hiddensee sowie den Darß bis zum Ort Ahrenshoop. In Preußen gab es  in Ostpreußen schon seit Anfang des 19. Jahrhunderts staatliche Rettungsstationen für die Seenotrettung. Mit Eingliederung von Neuvorpommern wurden solche Stationen auch in diesem Bereich aufgebaut:
- 1854: Darßer Ort → heute DGzRS
- 1854: Prerow
- 1855: Glowe → heute DGzRS seit 2000
- 1855: Neu-Mukran – 1872 durch Sturmflut zerstört[2]
- 1856: Kloster auf Hiddensee
- 1856: Wittower Posthaus (Halbinsel Bug)[3]
- 1856: Göhren (aufgelöst 1945)[2]
- 1857: Zingst[4]

Gegenüber der Nordsee mit den großen Flachwasserzonen vor der Küste ereigneten sich an der Ostsee Strandungen von Schiffen vermehrt in Küstennähe, wo auch verbreitet Steilküsten zu finden sind. Damit waren die Havaristen in Reichweite von Leinenschussgeräten. Die preußische Regierung hatte Versuche mit Mörsern des englischen Erfinders George William Manby durchgeführt, um mit den verschossenen Seilen eine Verbindung zum havarierten Schiff aufnehmen zu können und die Besatzung zu retten. Die guten Ergebnisse führten zur Anschaffung dieser schweren Mörser für alle Stationen. Je nach örtlichen Gegebenheiten kamen auch Rettungsboote des amerikanischen Bootsbauers Joseph Francis dazu. Für die Besatzung der Boote und Einsätze der Mörser waren die örtlichen Lotsen zuständig, die die Rettungstätigkeit aber neben ihren Lotsenarbeiten versehen mussten. Daher wurde die Aufgabe nur mit mäßigem Erfolg wahrgenommen. Wenig beachtet lagen die rund 20 Stationen zwischen Neuvorpommern und Ostpreußen in einer Art Dämmerschlaf.

## Gründung des Vereins
Nach häufigen Strandungen von Schiffen an den Küsten der Inseln Rügen und Hiddensee erschien am 10. November 1865 ein Aufruf in der „Stralsundischen Zeitung“, der die Bewohner des Regierungsbezirks Stralsund zur Gründung eines eigenen Vereins zur Rettung Schiffbrüchiger aufforderte. Schon am 24. Januar 1866 fand daraufhin in Stralsund die konstituierende Versammlung zum „Neuvorpommersch-Rügenschen Verein zur Rettung Schiffbrüchiger“ statt. Gleichzeitig fasste die Versammlung den Beschluss, eine erste eigene Station in Putgarten zu errichten. Dort im Nordosten der Insel Rügen in der Nähe vom Kap Arkona wurde ein heute noch erhaltener 2-ständiger Rettungsschuppen gebaut und ein Rettungsboot angeschafft. Die Station wurde 1937 aufgelöst.

## Übernahme der Staatsrettungsstationen
Durch Verhandlungen des Vereinsvorstands mit den staatlichen preußischen Stellen konnten 1867 und 1868 vom Verein die im Vereinsgebiet liegenden fiskalischen Rettungsstationen von Preußen übernommen werden, die teilweise heute noch Seenotrettungsstationen der DGzRS sind. Man konnte sich aber nicht sofort entschließen der DGzRS beizutreten, weil befürchtet wurde, neben der Selbständigkeit auch zuverlässige Spender zu verlieren. Erst nachdem Wilhelm I, König von Preußen, die Schirmherrschaft über die DGzRS übernommen hatte, erfolgte der Beitritt 1868. Der nun als „Neuvorpommerscher Bezirksverein“ agierende Zweig errichtete in der Folgezeit weitere Stationen, die im Laufe der Zeit Rettungsschuppen nach einheitlicher Bauart erhielten.
- 1872: Sassnitz
- 1874: Lohme
- 1875: Dranske (aufgelöst 1936)[2]
- 1875: Stralsund (siehe Seestraße 7; aufgelöst 1931) → seit 1994 DGzRS-Station
- 1876: Thiessow-Ost
- 1878: Binz (aufgelöst 1945)[2]

Bei den vorhandenen Mörsern zeigte sich regelmäßig der Nachteil, dass durch die hohe Anfangsgeschwindigkeit der Geschosse die angebundenen Leinen rissen. Dies hatte die DGzRS zum Anlass genommenen Versuche mit der Spandauer Raketentechnik durchzuführen. Mit der sich nur langsam steigernden Geschwindigkeit war das Problem beseitigt und die Gesellschaft begann ab 1870 die Rettungsstationen mit Raketenapparaten auszustatten bzw. damit die Mörser zu ersetzen. Mit der DGzRS-eigenen Entwicklung des Deutschen Normalrettungsboots erschuf die Gesellschaft einen neuen Bootstyp, der für die Einsätze in den deutschen Küstengewässern optimal geeignet war und dadurch bei Neubeschaffungen stets zum Einsatz kam. Bis zur Jahrhundertwende kamen im Namen der DGzRS weitere Stationen auf dem Festland im Bezirk Stralsund hinzu. Wie fast alle Stationen an der Ostsee waren sie Doppelstationen, die jeweils mit einem Rettungsboot und einem Reketenapparat ausgestattet waren. Nur in Lohme und in Glowe hatte man aufgrund der örtlichen Steilküste nur den Raketenapparat stationiert.
- 1881: Greifswalder Oie → heute DGzRS
- 1887: Wolgast (aufgelöst 1922)[2]
- 1891: Barhöft
- 1900: Insel Ruden
- 1900: Thiessow-West

## Historische Rettungsschuppen heute

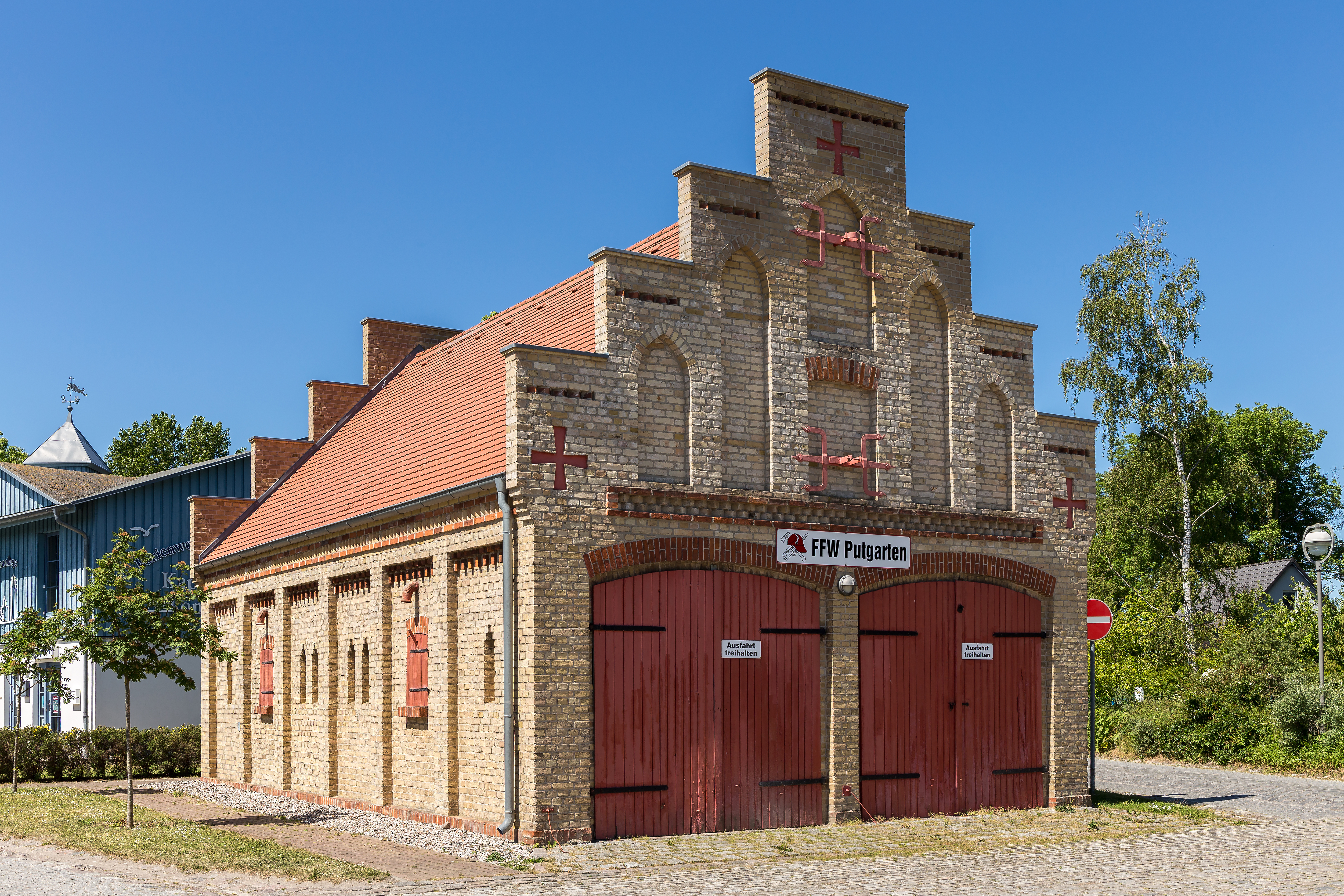
Putgarten
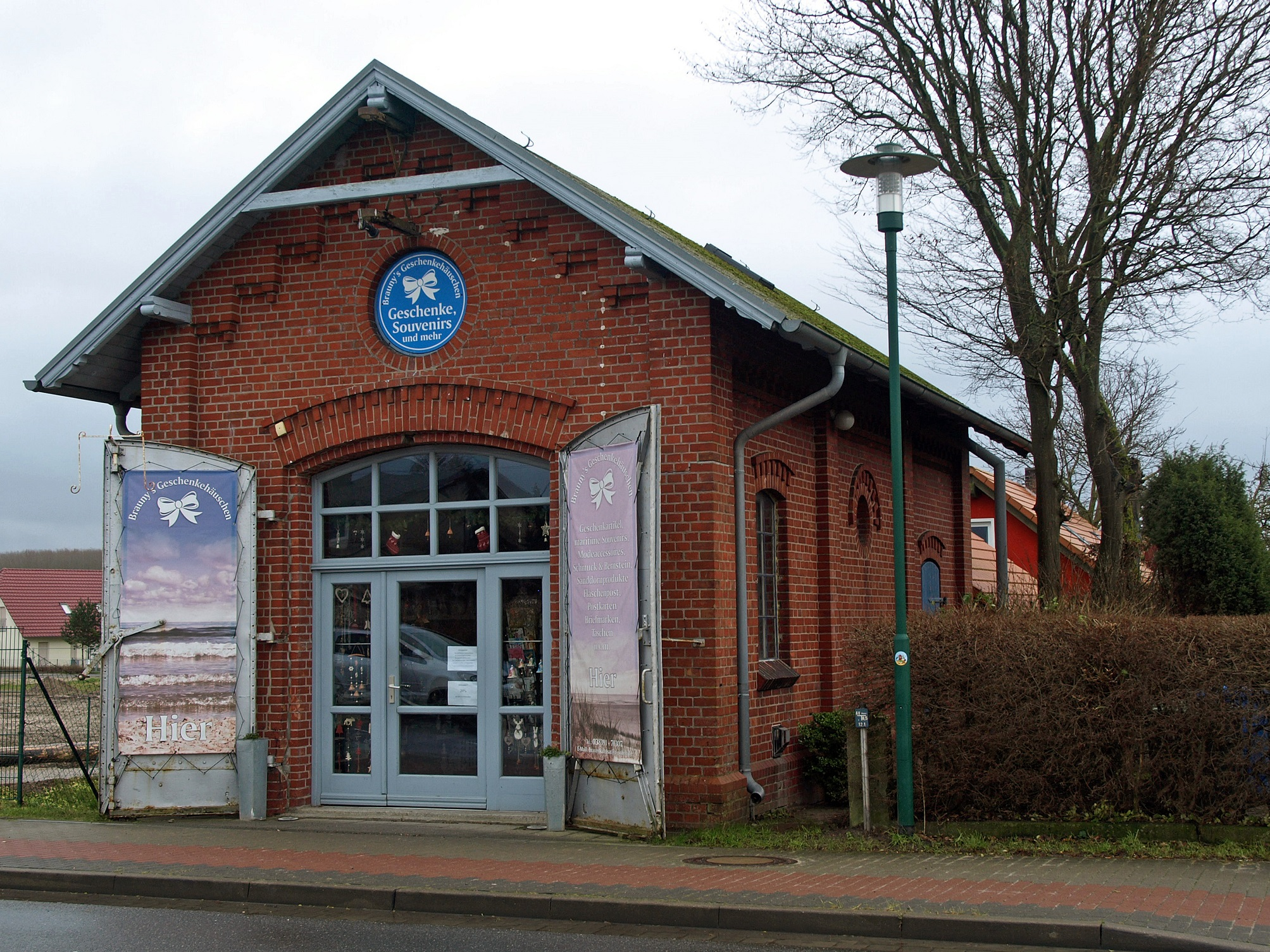
Glowe
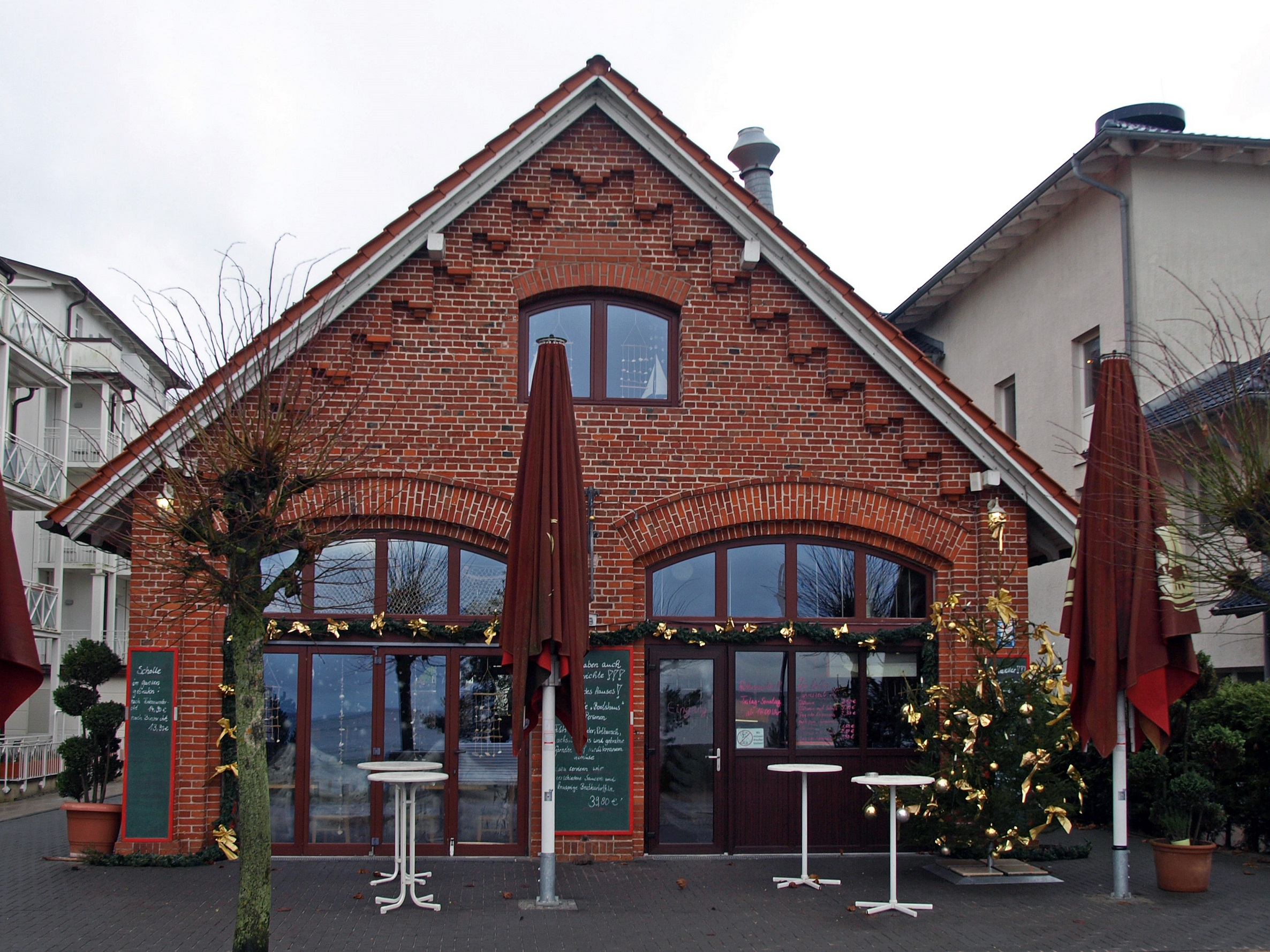
Binz Promenade
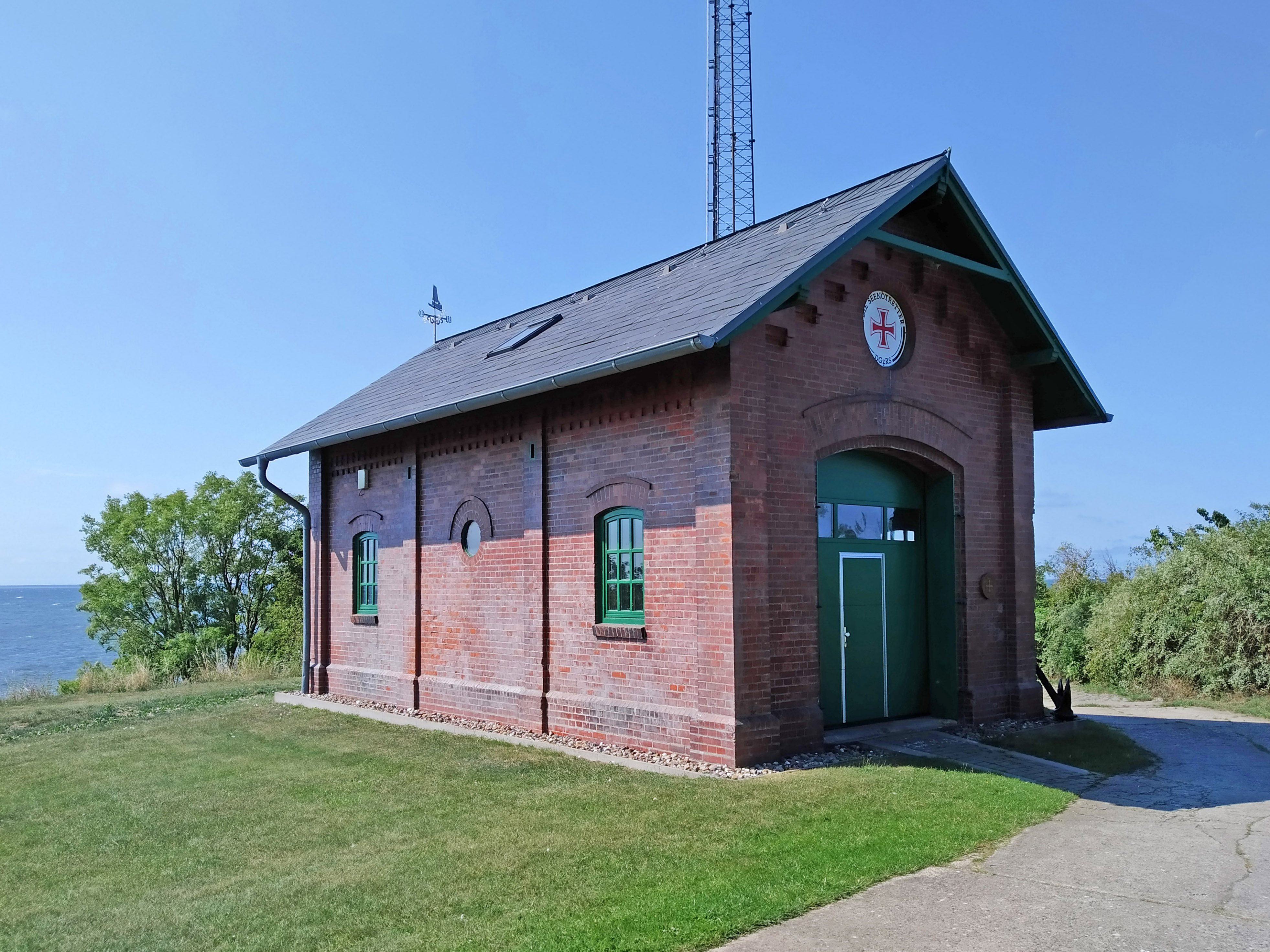
Greifswalder Oie
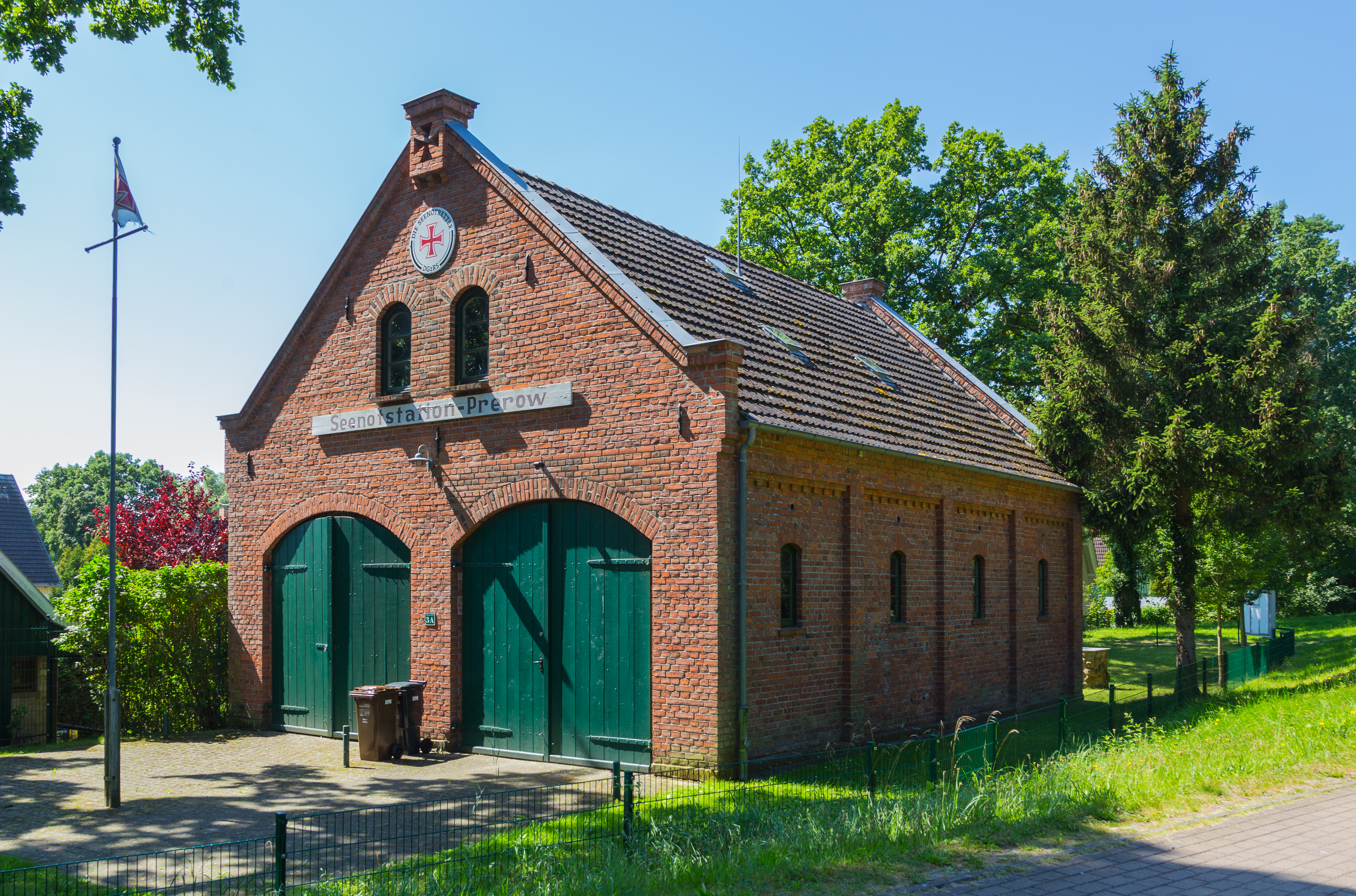
Prerow
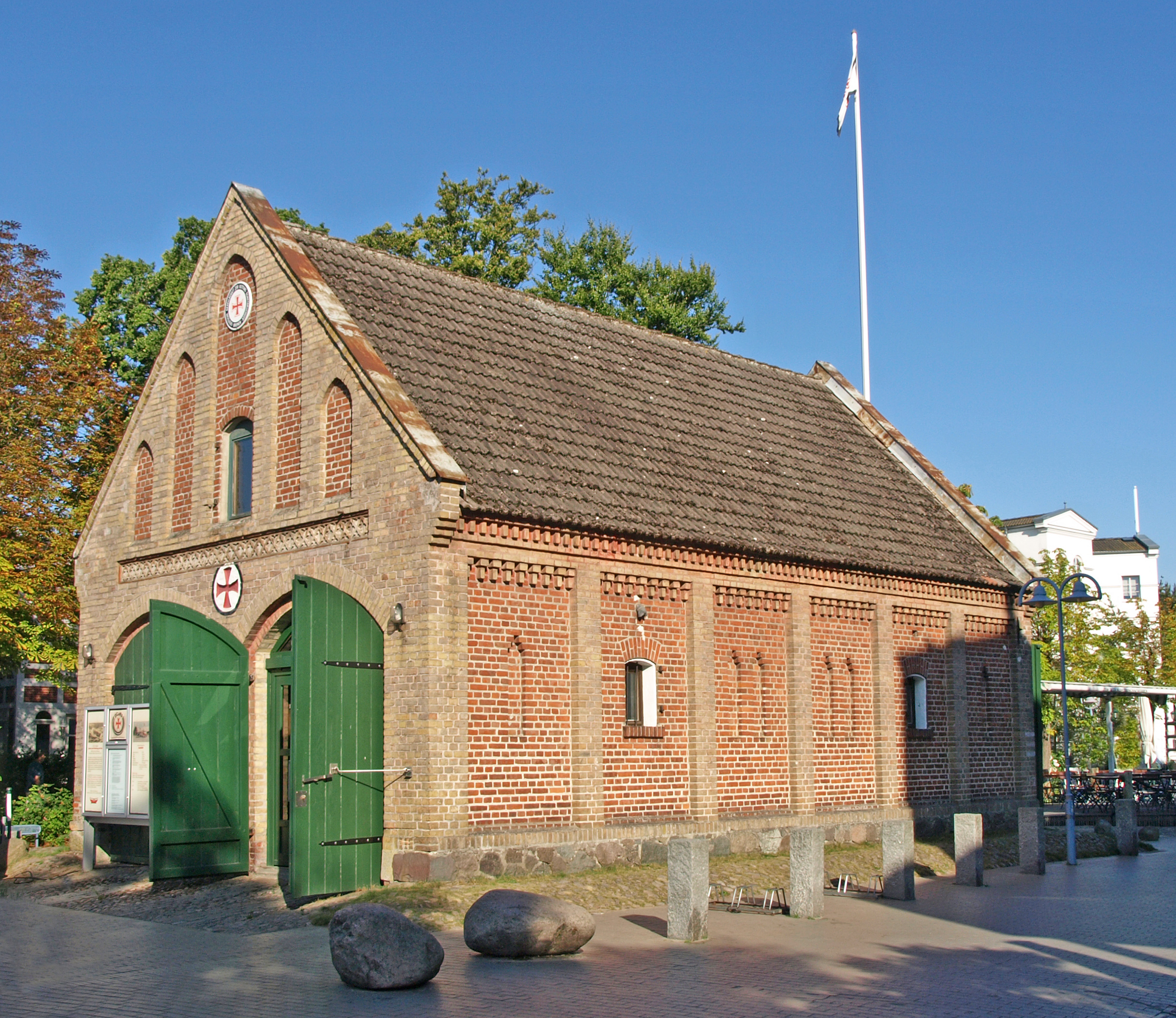
Zingst
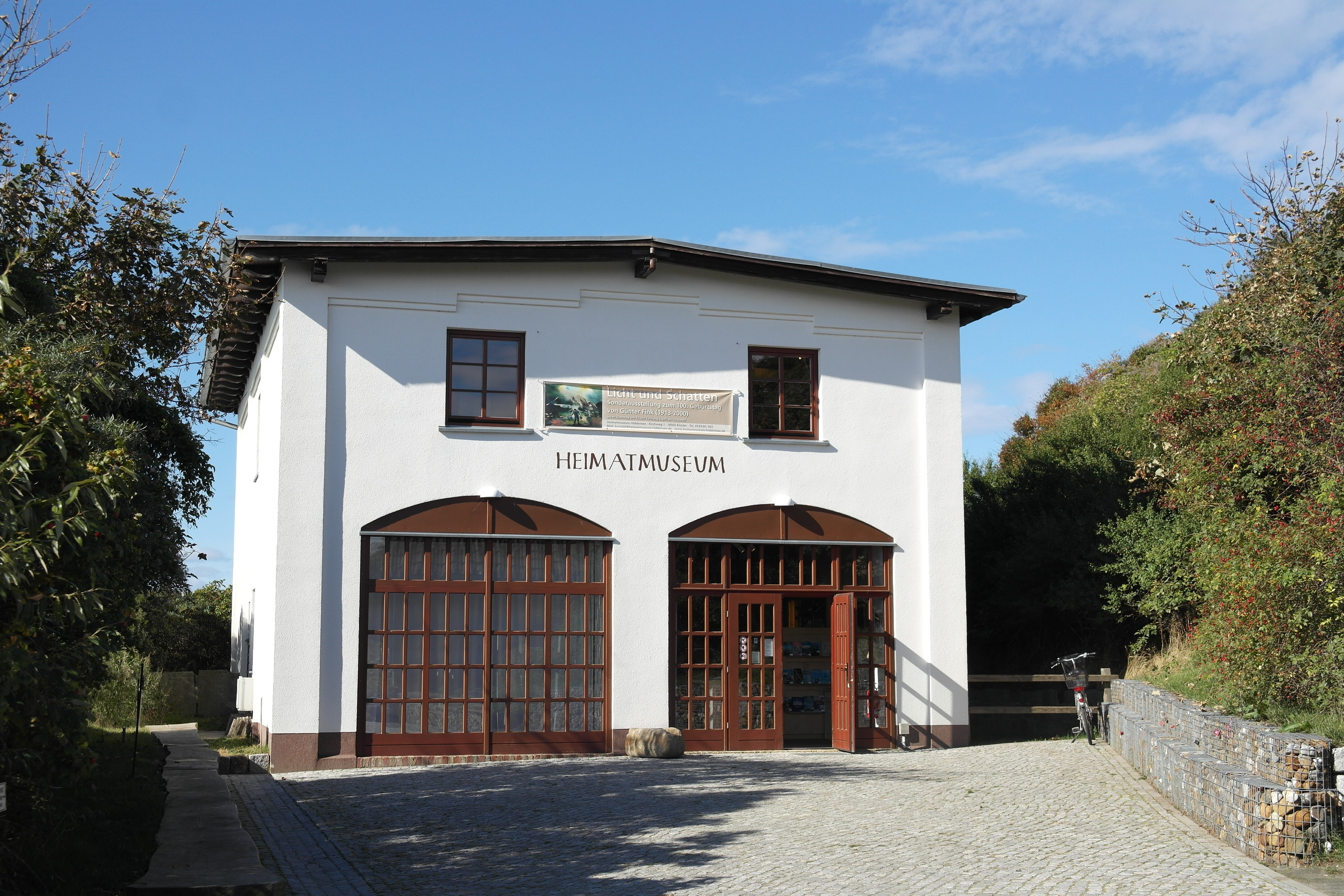
Kloster / Hiddensee